# Championnat du monde masculin de handball 2007
Navigation
Tunisie 2005 Croatie 2009
La 20e édition du championnat du monde masculin de handball s'est déroulé en Allemagne du 19 janvier au 4 février 2007 en collaboration avec la Fédération internationale de handball (IHF) et la Fédération allemande de handball. La candidature de l'Allemagne a été préférée à celle de la Russie.
À domicile, l'Allemagne remporte son 3e titre de champion du monde en disposant en finale de la Pologne 29 à 24. Dans le match pour la troisième place, le Danemark s'est imposé 34 à 27 face à une équipe de France démobilisée à la suite de sa défaite après prolongations en demi-finale face aux Allemands dans un match où l'arbitrage a fait l'objet de nombreuses controverses.

## Présentation

### Lieux de compétition
| Cologne                                                                              | Mannheim                                                                                   | Hambourg                                                                                   | Dortmund          |
| ------------------------------------------------------------------------------------ | ------------------------------------------------------------------------------------------ | ------------------------------------------------------------------------------------------ | ----------------- |
| Kölnarena                                                                            | SAP Arena                                                                                  | Color Line Arena                                                                           | Westfalenhalle    |
| Capacité : 19 000                                                                    | Capacité : 14 300                                                                          | Capacité : 12 500                                                                          | Capacité : 12 000 |
|                                                                                      |                                                                                            |                                                                                            |                   |
| Halle                                                                                | \| Hambourg Berlin Brême Cologne Magdebourg Halle Kiel Dortmund Stuttgart Lemgo Wetzlar \| | \| Hambourg Berlin Brême Cologne Magdebourg Halle Kiel Dortmund Stuttgart Lemgo Wetzlar \| | Kiel              |
| Gerry-Weber-Stadion                                                                  | \| Hambourg Berlin Brême Cologne Magdebourg Halle Kiel Dortmund Stuttgart Lemgo Wetzlar \| | \| Hambourg Berlin Brême Cologne Magdebourg Halle Kiel Dortmund Stuttgart Lemgo Wetzlar \| | Ostseehalle       |
| Capacité : 11 000                                                                    | \| Hambourg Berlin Brême Cologne Magdebourg Halle Kiel Dortmund Stuttgart Lemgo Wetzlar \| | \| Hambourg Berlin Brême Cologne Magdebourg Halle Kiel Dortmund Stuttgart Lemgo Wetzlar \| | Capacité : 10 200 |
|                                                                                      | \| Hambourg Berlin Brême Cologne Magdebourg Halle Kiel Dortmund Stuttgart Lemgo Wetzlar \| | \| Hambourg Berlin Brême Cologne Magdebourg Halle Kiel Dortmund Stuttgart Lemgo Wetzlar \| |                   |
| Berlin                                                                               | \| Hambourg Berlin Brême Cologne Magdebourg Halle Kiel Dortmund Stuttgart Lemgo Wetzlar \| | \| Hambourg Berlin Brême Cologne Magdebourg Halle Kiel Dortmund Stuttgart Lemgo Wetzlar \| | Brême             |
| Max-Schmeling-Halle                                                                  | \| Hambourg Berlin Brême Cologne Magdebourg Halle Kiel Dortmund Stuttgart Lemgo Wetzlar \| | \| Hambourg Berlin Brême Cologne Magdebourg Halle Kiel Dortmund Stuttgart Lemgo Wetzlar \| | AWD-Dome          |
| Capacité : 10 000                                                                    | \| Hambourg Berlin Brême Cologne Magdebourg Halle Kiel Dortmund Stuttgart Lemgo Wetzlar \| | \| Hambourg Berlin Brême Cologne Magdebourg Halle Kiel Dortmund Stuttgart Lemgo Wetzlar \| | Capacité : 9 200  |
|                                                                                      | \| Hambourg Berlin Brême Cologne Magdebourg Halle Kiel Dortmund Stuttgart Lemgo Wetzlar \| | \| Hambourg Berlin Brême Cologne Magdebourg Halle Kiel Dortmund Stuttgart Lemgo Wetzlar \| |                   |
| Magdebourg                                                                           | Stuttgart                                                                                  | Lemgo                                                                                      | Wetzlar           |
| Bördelandhalle                                                                       | Porsche-Arena                                                                              | Lipperlandhalle                                                                            | Rittal-Arena      |
| Capacité : 7 850                                                                     | Capacité : 6 100                                                                           | Capacité : 5 000                                                                           | Capacité : 5 000  |
|                                                                                      |                                                                                            |                                                                                            |                   |
| Hambourg Berlin Brême Cologne Magdebourg Halle Kiel Dortmund Stuttgart Lemgo Wetzlar |                                                                                            |                                                                                            |                   |

### Qualifications
Le pays hôte, l'Allemagne, et le tenant tenant du titre, l'Espagne, sont qualifiés d'office. Chaque continent se voit attribuer 3 places sauf l'Océanie qui n'obtient qu'1 place. Les 9 places restantes sont attribuées en fonction des résultats de l'édition précédente et conduit ainsi à la distribution suivante :
- 13 places à l'Europe,
- 4 places à l'Afrique,
- 3 places à l'Asie,
- 3 places aux Amériques (Nord et Sud confondues),
- 1 place à l'Océanie.

#### Afrique
Le Championnat d'Afrique 2006 a eu lieu du 10 au 20 janvier 2006 en Tunisie. La deuxième journée du tour principal a déterminé les quatre équipes qualifiés pour les demi-finales et donc ce Championnat du monde :  Tunisie,  Égypte,  Maroc et  Angola.

#### Amériques
Le Championnat panaméricain 2006, initialement prévu en avril 2006 au Brésil, a été repoussé à juin en raison du grand nombre de joueurs évoluant dans les clubs européens, qui sont toujours en compétition à cette époque.
Huit équipes participent à ce tournoi, réparties en deux groupes dont le Brésil et l'Argentine sortent invaincues. Les deux autres équipes qualifiées pour les demi-finales sont le Groenland et les États-Unis. Le Brésil et l'Argentine remportent celles-ci et obtiennent leur qualification. La troisième place qualificative est obtenue par le Groenland aux dépens des États-Unis.
Les trois équipes qualifiées sont ainsi :  Brésil,  Argentine et  Groenland

#### Asie
Le championnat d'Asie 2006 a eu lieu du 12 au 21 février 2006. Le Koweït et la Corée du Sud, vainqueurs des demi-finales, sont qualifiés. La troisième place est obtenue par le Qatar, vainqueur de l'Iran par 21 à 20.
Les trois équipes qualifiées sont ainsi :  Koweït,  Corée du Sud et  Qatar

#### Europe
Les trois meilleurs du Championnat d'Europe 2006 en Suisse, à savoir la  France, le  Danemark et la  Croatie rejoignent l' Allemagne et l' Espagne déjà qualifiés.
Les 11 autres équipes participantes au Championnat d'Europe, ainsi que 5 équipes vainqueurs de 5 groupes de qualifications (Grèce, Autriche, République tchèque, Roumanie et Suède) participent à des barrages de qualification. Un tirage au sort, effectué le 5 février à Zurich, a déterminé les rencontres suivantes, disputées sous forme de match aller-retour :
| Équipe 1             | Score   | Équipe 2     | Aller   | Retour  |
| -------------------- | ------- | ------------ | ------- | ------- |
| Grèce                | 47 – 51 | Pologne      | 27 – 22 | 20 – 29 |
| Portugal             | 47 – 55 | Ukraine      | 21 – 30 | 26 – 25 |
| Roumanie             | 56 – 57 | Norvège      | 29 – 30 | 27 – 27 |
| Serbie-et-Monténégro | 58 – 73 | Rép. tchèque | 31 – 37 | 27 – 36 |
| Slovénie             | 67 – 51 | Autriche     | 36 – 26 | 31 – 25 |
| Slovaquie            | 52 – 65 | Hongrie      | 24 – 33 | 28 – 32 |
| Suède                | 54 – 57 | Islande      | 28 – 32 | 26 – 25 |
| Suisse               | 54 – 85 | Russie       | 26 – 41 | 28 – 44 |

#### Océanie
Le Championnat d'Océanie 2006 a eu lieu à Sydney du 22 au 24 mai 2006. Opposé à la Nouvelle-Zélande et aux Îles Cook, la compétition est remportée par l'Australie.
La seule équipes qualifiée est ainsi :   Australie

### Équipes participantes et groupes
Le tirage au sort des groupes a été effectué le 14 juillet 2006 à Berlin par Magnus Wislander (Suède), Daniel Stephan (Allemagne), Talant Dujshebaev (Espagne) et Yoon Kyung-shin (Corée du Sud) :
| Groupe A  | Groupe B  | Groupe C  | Groupe D     | Groupe E | Groupe F     |
| --------- | --------- | --------- | ------------ | -------- | ------------ |
| Groenland | Australie | Argentine | Rép. tchèque | Angola   | Croatie      |
| Koweït    | France    | Brésil    | Égypte       | Danemark | Corée du Sud |
| Slovénie  | Islande   | Allemagne | Espagne      | Hongrie  | Maroc        |
| Tunisie   | Ukraine   | Pologne   | Qatar        | Norvège  | Russie       |

### Déroulement de la compétition
Lors du tour préliminaire , les 24 équipes qualifiées sont réparties dans 6 poules de 4 équipes. Les deux premiers de chaque groupe accèdent au tour principal et conservent les points obtenus contre l'autre qualifié du même groupe. Ce tour principal est constitué de deux groupes de 6 équipes. Les quatre premiers de chaque groupe sont qualifiés pour des quarts de finale croisés (le premier d'un groupe rencontre le quatrième de l'autre et ainsi de suite).
Le champion est directement qualifié pour les Jeux olympiques de Pékin. Les trois autres demi-finalistes obtiennent le privilège d'organiser les tournois pré-olympiques qui ont lieu du 30 mai au 1er juin 2008.

## Tour préliminaire

### Groupe A (Wetzlar)
|   | Équipe    | Pts | J | G | N | P | Bp  | Bc  | Diff |
| - | --------- | --- | - | - | - | - | --- | --- | ---- |
| 1 | Slovénie  | 6   | 3 | 3 | 0 | 0 | 102 | 71  | 31   |
| 2 | Tunisie   | 4   | 3 | 2 | 0 | 1 | 97  | 77  | 20   |
| 3 | Koweït    | 2   | 3 | 1 | 0 | 2 | 85  | 94  | -9   |
| 4 | Groenland | 0   | 3 | 0 | 0 | 3 | 68  | 110 | -42  |

| Date       | Heure | Équipe 1  | Score   | Équipe 2  |
| ---------- | ----- | --------- | ------- | --------- |
| 20 janvier | 18h00 | Slovénie  | 35 – 21 | Groenland |
| 20 janvier | 20h00 | Tunisie   | 34 – 22 | Koweït    |
| 21 janvier | 16h00 | Groenland | 20 – 36 | Tunisie   |
| 21 janvier | 18h00 | Koweït    | 23 – 33 | Slovénie  |
| 22 janvier | 18h00 | Koweït    | 39 – 27 | Groenland |
| 22 janvier | 20h00 | Tunisie   | 27 – 34 | Slovénie  |

### Groupe B (Magdebourg)
|   | Équipe    | Pts | J | G | N | P | Bp  | Bc  | Diff | Dép |
| - | --------- | --- | - | - | - | - | --- | --- | ---- | --- |
| 1 | Islande   | 4   | 3 | 2 | 0 | 1 | 106 | 76  | 30   | +5  |
| 2 | France    | 4   | 3 | 2 | 0 | 1 | 103 | 63  | 40   | +5  |
| 3 | Ukraine   | 4   | 3 | 2 | 0 | 1 | 90  | 79  | 11   | -3  |
| 4 | Australie | 0   | 3 | 0 | 0 | 3 | 48  | 129 | -81  | /   |

| Date       | Heure | Équipe 1  | Score   | Équipe 2  |
| ---------- | ----- | --------- | ------- | --------- |
| 20 janvier | 16h00 | Islande   | 45 – 20 | Australie |
| 20 janvier | 18h00 | France    | 32 – 21 | Ukraine   |
| 21 janvier | 16h00 | Australie | 10 – 47 | France    |
| 21 janvier | 18h00 | Ukraine   | 32 – 29 | Islande   |
| 22 janvier | 18h00 | Ukraine   | 37 – 18 | Australie |
| 22 janvier | 20h00 | France    | 24 – 32 | Islande   |

Remarque : l'Islande (+5) et France (+3) sont qualifiées au détriment de l'Ukraine (-8) grâce à leur meilleure différence de buts particulière.

### Groupe C (Halle)
Les matchs ont eu lieu à Halle sauf le match d'ouverture disputé dans la Max-Schmeling-Halle de Berlin.
|   | Équipe       | Pts | J | G | N | P | Bp | Bc | Diff |
| - | ------------ | --- | - | - | - | - | -- | -- | ---- |
| 1 | Pologne      | 6   | 3 | 3 | 0 | 0 | 87 | 63 | 24   |
| 2 | Allemagne PO | 4   | 3 | 2 | 0 | 1 | 84 | 69 | 15   |
| 3 | Argentine    | 2   | 3 | 1 | 0 | 2 | 57 | 81 | -24  |
| 4 | Brésil       | 0   | 3 | 0 | 0 | 3 | 65 | 80 | -15  |

| Date       | Heure | Équipe 1  | Score   | Équipe 2  |
| ---------- | ----- | --------- | ------- | --------- |
| 19 janvier | 17h30 | Allemagne | 27 – 22 | Brésil    |
| 20 janvier | 19h30 | Pologne   | 29 – 15 | Argentine |
| 21 janvier | 15h30 | Brésil    | 23 – 31 | Pologne   |
| 21 janvier | 17h30 | Argentine | 20 – 32 | Allemagne |
| 22 janvier | 17h00 | Allemagne | 25 – 27 | Pologne   |
| 22 janvier | 19h00 | Brésil    | 20 – 22 | Argentine |

### Groupe D (Brême)
|   | Équipe       | Pts | J | G | N | P | Bp  | Bc  | Diff |
| - | ------------ | --- | - | - | - | - | --- | --- | ---- |
| 1 | Espagne T    | 6   | 3 | 3 | 0 | 0 | 109 | 76  | 33   |
| 2 | Rép. tchèque | 4   | 3 | 2 | 0 | 1 | 97  | 88  | 9    |
| 3 | Égypte       | 2   | 3 | 1 | 0 | 2 | 94  | 88  | 6    |
| 4 | Qatar        | 0   | 3 | 0 | 0 | 3 | 65  | 113 | -48  |

| Date       | Heure | Équipe 1     | Score   | Équipe 2     |
| ---------- | ----- | ------------ | ------- | ------------ |
| 20 janvier | 15h45 | Rép. tchèque | 37 – 23 | Qatar        |
| 20 janvier | 18h00 | Espagne      | 33 – 29 | Égypte       |
| 21 janvier | 15h45 | Qatar        | 18 – 41 | Espagne      |
| 21 janvier | 18h00 | Égypte       | 30 – 31 | Rép. tchèque |
| 22 janvier | 18h00 | Égypte       | 35 – 24 | Qatar        |
| 22 janvier | 20h00 | Espagne      | 35 – 29 | Rép. tchèque |

### Groupe E (Kiel)
|   | Équipe   | Pts | J | G | N | P | Bp | Bc  | Diff |
| - | -------- | --- | - | - | - | - | -- | --- | ---- |
| 1 | Hongrie  | 6   | 3 | 3 | 0 | 0 | 89 | 82  | 7    |
| 2 | Danemark | 4   | 3 | 2 | 0 | 1 | 95 | 75  | 20   |
| 3 | Norvège  | 2   | 3 | 1 | 0 | 2 | 88 | 65  | 23   |
| 4 | Angola   | 0   | 3 | 0 | 0 | 3 | 64 | 114 | -50  |

| Date       | Heure | Équipe 1 | Score   | Équipe 2 |
| ---------- | ----- | -------- | ------- | -------- |
| 20 janvier | 18h15 | Norvège  | 41 – 13 | Angola   |
| 20 janvier | 20h15 | Danemark | 29 – 30 | Hongrie  |
| 21 janvier | 18h15 | Angola   | 20 – 39 | Danemark |
| 21 janvier | 20h15 | Hongrie  | 25 – 22 | Norvège  |
| 22 janvier | 18h15 | Hongrie  | 34 – 31 | Angola   |
| 22 janvier | 20h15 | Danemark | 27 – 25 | Norvège  |

### Groupe F (Stuttgart)
|   | Équipe       | Pts | J | G | N | P | Bp  | Bc  | Diff | Dép |
| - | ------------ | --- | - | - | - | - | --- | --- | ---- | --- |
| 1 | Croatie      | 6   | 3 | 3 | 0 | 0 | 108 | 72  | 36   | /   |
| 2 | Russie       | 3   | 3 | 1 | 1 | 1 | 94  | 83  | 11   | +11 |
| 3 | Corée du Sud | 3   | 3 | 1 | 1 | 1 | 87  | 92  | -5   | -5  |
| 4 | Maroc        | 0   | 3 | 0 | 0 | 3 | 60  | 102 | -42  | /   |

| Date       | Heure | Équipe 1     | Score   | Équipe 2     |
| ---------- | ----- | ------------ | ------- | ------------ |
| 20 janvier | 16h00 | Croatie      | 35 – 22 | Maroc        |
| 20 janvier | 18h00 | Russie       | 32 – 32 | Corée du Sud |
| 21 janvier | 16h00 | Maroc        | 19 – 35 | Russie       |
| 21 janvier | 18h00 | Corée du Sud | 23 – 41 | Croatie      |
| 22 janvier | 18h00 | Maroc        | 19 – 32 | Corée du Sud |
| 22 janvier | 20h00 | Croatie      | 32 – 27 | Russie       |

## Coupe du Président
L'ensemble de ces matchs est appelé Coupe du Président.

### Groupe I (Lemgo)
|   | Équipe    | Pts | J | G | N | P | Bp | Bc | Diff |
| - | --------- | --- | - | - | - | - | -- | -- | ---- |
| 1 | Ukraine   | 4   | 2 | 2 | 0 | 0 | 56 | 45 | 11   |
| 2 | Argentine | 2   | 2 | 1 | 0 | 1 | 50 | 48 | 2    |
| 3 | Koweït    | 0   | 2 | 0 | 0 | 2 | 48 | 61 | -13  |

|            |         |    |    |           |       |
| 24 janvier | Koweït  | 23 | 33 | Ukraine   | 20h00 |
| 25 janvier | Koweït  | 25 | 28 | Argentine | 18h00 |
| 27 janvier | Ukraine | 23 | 22 | Argentine | 20h00 |

### Groupe II (Lemgo)
|   | Équipe       | Pts | J | G | N | P | Bp | Bc | Diff |
| - | ------------ | --- | - | - | - | - | -- | -- | ---- |
| 1 | Norvège      | 4   | 2 | 2 | 0 | 0 | 61 | 50 | 11   |
| 2 | Corée du Sud | 2   | 2 | 1 | 0 | 1 | 68 | 64 | 4    |
| 3 | Égypte       | 0   | 2 | 0 | 0 | 2 | 48 | 63 | -15  |

|            |         |    |    |              |       |
| 24 janvier | Égypte  | 18 | 27 | Norvège      | 18h00 |
| 25 janvier | Égypte  | 30 | 36 | Corée du Sud | 20h00 |
| 27 janvier | Norvège | 34 | 32 | Corée du Sud | 18h00 |

### Groupe III (Dortmund)
|   | Équipe    | Pts | J | G | N | P | Bp | Bc | Diff |
| - | --------- | --- | - | - | - | - | -- | -- | ---- |
| 1 | Brésil    | 4   | 2 | 2 | 0 | 0 | 63 | 53 | 10   |
| 2 | Groenland | 2   | 2 | 1 | 0 | 1 | 64 | 58 | 6    |
| 3 | Australie | 0   | 2 | 0 | 0 | 2 | 48 | 64 | -16  |

|            |           |    |    |           |       |
| 24 janvier | Groenland | 34 | 25 | Australie | 15h30 |
| 25 janvier | Groenland | 30 | 33 | Brésil    | 18h30 |
| 27 janvier | Australie | 23 | 30 | Brésil    | 14h00 |

### Groupe IV (Dortmund)
|   | Équipe | Pts | J | G | N | P | Bp | Bc | Diff |
| - | ------ | --- | - | - | - | - | -- | -- | ---- |
| 1 | Maroc  | 4   | 2 | 2 | 0 | 0 | 76 | 55 | 21   |
| 2 | Angola | 2   | 2 | 1 | 0 | 1 | 61 | 59 | 2    |
| 3 | Qatar  | 0   | 2 | 0 | 0 | 2 | 54 | 77 | -23  |

|            |        |    |    |        |       |
| 24 janvier | Angola | 33 | 27 | Qatar  | 19h30 |
| 25 janvier | Maroc  | 44 | 27 | Qatar  | 14h00 |
| 27 janvier | Maroc  | 32 | 28 | Angola | 18h30 |

### Matchs de classement de la13eà24eplace
| Match                   | Lieu     | Date                   | Sélection 1 | Score   | Sélection 2  |
| ----------------------- | -------- | ---------------------- | ----------- | ------- | ------------ |
| Match pour la 13e place | Lemgo    | 28 janvier 2007, 18h00 | Ukraine     | 22 – 32 | Norvège      |
| Match pour la 15e place | Lemgo    | 28 janvier 2007, 15h30 | Argentine   | 31 – 38 | Corée du Sud |
| Match pour la 17e place | Lemgo    | 28 janvier 2007, 13h00 | Koweït      | 22 – 26 | Égypte       |
| Match pour la 19e place | Dortmund | 28 janvier 2007, 20h00 | Brésil      | 36 – 29 | Maroc        |
| Match pour la 21e place | Dortmund | 28 janvier 2007, 17h30 | Groenland   | 28 – 29 | Angola       |
| Match pour la 23e place | Dortmund | 28 janvier 2007, 13h00 | Australie   | 22 – 36 | Qatar        |

## Tour principal
- Qualification pour les quarts de finale
- Éliminé de la compétition

### Groupe MI (Dortmund)
|   | Équipe    | Pts | J | G | N | P | Bp  | Bc  | Diff | Dép |
| - | --------- | --- | - | - | - | - | --- | --- | ---- | --- |
| 1 | Pologne   | 8   | 5 | 4 | 0 | 1 | 162 | 147 | 15   | +2  |
| 2 | Allemagne | 8   | 5 | 4 | 0 | 1 | 157 | 138 | 19   | -2  |
| 3 | Islande   | 6   | 5 | 3 | 0 | 2 | 161 | 153 | 8    | +8  |
| 4 | France    | 6   | 5 | 3 | 0 | 2 | 142 | 128 | 14   | -8  |
| 5 | Slovénie  | 2   | 5 | 1 | 0 | 2 | 140 | 165 | -25  | -   |
| 6 | Tunisie   | 0   | 5 | 0 | 0 | 5 | 142 | 173 | -31  | -   |

| 24 janvier | Tunisie   | 30 | 36 | Islande   | 17h30 |
| 24 janvier | Slovénie  | 29 | 35 | Allemagne | 17h30 |
| 24 janvier | France    | 31 | 22 | Pologne   | 19h30 |
| 25 janvier | Tunisie   | 28 | 35 | Allemagne | 16h30 |
| 25 janvier | Pologne   | 35 | 33 | Islande   | 18h30 |
| 25 janvier | France    | 33 | 19 | Slovénie  | 20h30 |
| 27 janvier | France    | 26 | 29 | Allemagne | 16h30 |
| 27 janvier | Islande   | 32 | 31 | Slovénie  | 18h00 |
| 27 janvier | Pologne   | 40 | 31 | Tunisie   | 20h00 |
| 28 janvier | Allemagne | 33 | 28 | Islande   | 15h30 |
| 28 janvier | Slovénie  | 27 | 38 | Pologne   | 17h30 |
| 28 janvier | France    | 28 | 26 | Tunisie   | 19h30 |

### Groupe MII (Mannheim)
|   | Équipe       | Pts | J | G | N | P | Bp  | Bc  | Diff | Dép |
| - | ------------ | --- | - | - | - | - | --- | --- | ---- | --- |
| 1 | Croatie      | 10  | 5 | 5 | 0 | 0 | 145 | 128 | 17   | -   |
| 2 | Danemark     | 6   | 5 | 3 | 0 | 2 | 141 | 134 | 7    | +4  |
| 3 | Espagne      | 6   | 5 | 3 | 0 | 2 | 152 | 145 | 7    | -4  |
| 4 | Russie       | 4   | 5 | 2 | 0 | 3 | 136 | 142 | -6   | 1   |
| 5 | Hongrie      | 4   | 5 | 2 | 0 | 3 | 132 | 138 | -6   | -1  |
| 6 | Rép. tchèque | 0   | 5 | 0 | 0 | 5 | 138 | 157 | -19  | -   |

| 24 janvier | Rép. tchèque | 25 | 28 | Hongrie      | 16h15 |
| 24 janvier | Espagne      | 33 | 29 | Russie       | 18h15 |
| 24 janvier | Danemark     | 26 | 28 | Croatie      | 20h15 |
| 25 janvier | Rép. tchèque | 26 | 30 | Russie       | 16h15 |
| 25 janvier | Croatie      | 25 | 18 | Hongrie      | 18h15 |
| 25 janvier | Danemark     | 27 | 23 | Espagne      | 20h15 |
| 27 janvier | Croatie      | 31 | 29 | Rép. tchèque | 16h15 |
| 27 janvier | Hongrie      | 31 | 33 | Espagne      | 18h15 |
| 27 janvier | Danemark     | 26 | 24 | Russie       | 20h15 |
| 28 janvier | Espagne      | 28 | 29 | Croatie      | 16h15 |
| 28 janvier | Russie       | 26 | 25 | Hongrie      | 18h15 |
| 28 janvier | Danemark     | 33 | 29 | Rép. tchèque | 20h15 |

## Phase finale

### Tableau final
À noter que les quarts de finale, supprimés en 2003 au profit d'une seconde phase de poules, sont réintroduits.
|  | Quarts de finale           | Quarts de finale            |                          |                          | Demi-finales               | Demi-finales               |    |  | Finale                   | Finale                   |
|  | Quarts de finale           | Quarts de finale            |                          |                          | Demi-finales               | Demi-finales               |    |  | Finale                   | Finale                   |
|  |                            |                             |                          |                          |                            |                            |    |  |                          |                          |
|  | 30 janvier 17h30, Cologne  | 30 janvier 17h30, Cologne   |                          |                          | 1er février 17h30, Cologne | 1er février 17h30, Cologne |    |  | 4 février 16h30, Cologne | 4 février 16h30, Cologne |
|  | 30 janvier 17h30, Cologne  | 30 janvier 17h30, Cologne   |                          |                          | 1er février 17h30, Cologne | 1er février 17h30, Cologne |    |  | 4 février 16h30, Cologne | 4 février 16h30, Cologne |
|  | Espagne                    | 25                          |                          |                          | 1er février 17h30, Cologne | 1er février 17h30, Cologne |    |  | 4 février 16h30, Cologne | 4 février 16h30, Cologne |
|  | Espagne                    | 25                          |                          |                          | 1er février 17h30, Cologne | 1er février 17h30, Cologne |    |  | 4 février 16h30, Cologne | 4 février 16h30, Cologne |
|  | Allemagne                  | 27                          |                          |                          | 1er février 17h30, Cologne | 1er février 17h30, Cologne |    |  | 4 février 16h30, Cologne | 4 février 16h30, Cologne |
|  | Allemagne                  | 27                          | Allemagne                | 32a2p                    |                            |                            |    |  | 4 février 16h30, Cologne | 4 février 16h30, Cologne |
|  | 30 janvier 20h00, Cologne  |                             | Allemagne                | 32a2p                    |                            |                            |    |  | 4 février 16h30, Cologne | 4 février 16h30, Cologne |
|  |                            | France                      | 31                       |                          |                            |                            |    |  | 4 février 16h30, Cologne | 4 février 16h30, Cologne |
|  | Croatie                    | France                      | 31                       | 18                       |                            |                            |    |  | 4 février 16h30, Cologne | 4 février 16h30, Cologne |
|  | Croatie                    |                             |                          | 18                       |                            |                            |    |  | 4 février 16h30, Cologne | 4 février 16h30, Cologne |
|  | France                     | 21                          |                          |                          |                            |                            |    |  | 4 février 16h30, Cologne | 4 février 16h30, Cologne |
|  | France                     | 21                          | Allemagne                | 29                       |                            |                            |    |  |                          |                          |
|  | 30 janvier 17h30, Hambourg |                             | Allemagne                | 29                       |                            |                            |    |  |                          |                          |
|  |                            | Pologne                     | 24                       |                          |                            |                            |    |  |                          |                          |
|  | Pologne                    | Pologne                     | 24                       | 28                       |                            |                            |    |  |                          |                          |
|  | Pologne                    | 1er février 20h00, Hambourg |                          | 28                       |                            |                            |    |  |                          |                          |
|  | Russie                     | 27                          |                          |                          |                            |                            |    |  |                          |                          |
|  | Russie                     | 27                          | Pologne                  | 36a2p                    |                            |                            |    |  |                          |                          |
|  | 30 janvier 20h00, Hambourg | 30 janvier 20h00, Hambourg  | Pologne                  | 36a2p                    | Match pour la 3e place     | Match pour la 3e place     |    |  |                          |                          |
|  | 30 janvier 20h00, Hambourg | 30 janvier 20h00, Hambourg  |                          | Danemark                 | Match pour la 3e place     | Match pour la 3e place     | 33 |  |                          |                          |
|  | Islande                    | 41                          | 4 février 14h00, Cologne | 4 février 14h00, Cologne |                            |                            | 33 |  |                          |                          |
|  | Islande                    | 41                          | 4 février 14h00, Cologne | 4 février 14h00, Cologne |                            |                            |    |  |                          |                          |
|  | Danemark                   | 42ap                        |                          | France                   | 27                         |                            |    |  |                          |                          |
|  | Danemark                   | 42ap                        |                          | France                   | 27                         |                            |    |  |                          |                          |
|  |                            |                             |                          |                          |                            |                            |    |  | Danemark                 | 34                       |
|  |                            |                             |                          |                          |                            |                            |    |  | Danemark                 | 34                       |

### Quarts de finale
| 30 janvier 2007 17h30 | Espagne         | 25 – 27 | Allemagne        | Kölnarena, Cologne Affluence : 19 000 Arbitrage : Abrahamsen, Kristiansen |
| 30 janvier 2007 17h30 | Rolando Uríos 8 | (12–15) | Torsten Jansen 6 | Kölnarena, Cologne Affluence : 19 000 Arbitrage : Abrahamsen, Kristiansen |
| 30 janvier 2007 17h30 | ×2 ×4           | Rapport | ×2 ×4            | Kölnarena, Cologne Affluence : 19 000 Arbitrage : Abrahamsen, Kristiansen |

| 30 janvier 2007 17h30 | Pologne          | 28 – 27 | Russie              | Color Line Arena, Hambourg Affluence : 12 500 Arbitrage : Lemme, Ullrich |
| 30 janvier 2007 17h30 | Karol Bielecki 7 | (16–14) | Édouard Kokcharov 8 | Color Line Arena, Hambourg Affluence : 12 500 Arbitrage : Lemme, Ullrich |
| 30 janvier 2007 17h30 | ×3 ×7 ×1         | Rapport | ×3 ×6               | Color Line Arena, Hambourg Affluence : 12 500 Arbitrage : Lemme, Ullrich |

| 30 janvier 2007 20h00 | France      | 21 – 18           | Croatie       | Kölnarena, Cologne Affluence : 19 000 Arbitrage : Chernega, Poladenko |
| 30 janvier 2007 20h00 | Luc Abalo 8 | (10-9)            | Ivano Balić 5 | Kölnarena, Cologne Affluence : 19 000 Arbitrage : Chernega, Poladenko |
| 30 janvier 2007 20h00 | ×2 ×1       | Officiel Handzone | ×2 ×4 ×1      | Kölnarena, Cologne Affluence : 19 000 Arbitrage : Chernega, Poladenko |

| 30 janvier 2007 20h00 | Islande                     | 41 – 42 (ap)   | Danemark        | Color Line Arena, Hambourg Affluence : 12 500 Arbitrage : Gilles Bord et Olivier Buy |
| 30 janvier 2007 20h00 | Snorri Steinn Guðjónsson 15 | (17–16, 34–34) | trois joueurs 9 | Color Line Arena, Hambourg Affluence : 12 500 Arbitrage : Gilles Bord et Olivier Buy |
| 30 janvier 2007 20h00 | Prol. : 7–8                 |                |                 | Color Line Arena, Hambourg Affluence : 12 500 Arbitrage : Gilles Bord et Olivier Buy |
| 30 janvier 2007 20h00 | ×2 ×3                       | Rapport        | ×1 ×3           | Color Line Arena, Hambourg Affluence : 12 500 Arbitrage : Gilles Bord et Olivier Buy |

### Demi-finales
| 1er février 2007 18h00 | Allemagne        | 32 – 31 (ap)      | France            | Kölnarena, Cologne Affluence : 16 000 Arbitrage : Håkansson, Nilsson |
| 1er février 2007 18h00 | Glandorf, Baur 5 | (11-12, 21-21)    | Daniel Narcisse 8 | Kölnarena, Cologne Affluence : 16 000 Arbitrage : Håkansson, Nilsson |
| 1er février 2007 18h00 | Prol. : 6-6, 5-4 |                   |                   | Kölnarena, Cologne Affluence : 16 000 Arbitrage : Håkansson, Nilsson |
| 1er février 2007 18h00 | ×2 ×6            | Officiel Handzone | ×2 ×5             | Kölnarena, Cologne Affluence : 16 000 Arbitrage : Håkansson, Nilsson |

| GB                           | 1  | Henning Fritz       | 17/47 (0/1 pen.) |                           |
| GB                           | 12 | Johannes Bitter     | 0/1 (0/1 pen.)   |                           |
| ARG                          | 2  | Pascal Hens         | 4/10             | Suspension                |
| DEF                          | 4  | Oliver Roggisch     |                  | Suspension                |
| ALG                          | 5  | Dominik Klein       | 3/3              |                           |
| ARD                          | 11 | Holger Glandorf     | 5/8              | Suspension                |
| DC                           | 13 | Markus Baur         | 5/8 (4/4 pen.)   |                           |
| ARD                          | 14 | Christian Zeitz     | 3/11             | Carton jaune · Suspension |
| ALG                          | 15 | Torsten Jansen      | 3/3              |                           |
| P                            | 17 | Andrej Klimovets    |                  | Suspension                |
| DC                           | 18 | Michael Kraus       | 2/7              | Suspension                |
| ALD                          | 19 | Florian Kehrmann    | 4/8              | Carton jaune              |
| ARG                          | 21 | Lars Kaufmann       | 1/1              |                           |
| P                            | 41 | Christian Schwarzer | 2/5              |                           |
| Sélectionneur : Heiner Brand |    |                     |                  |                           |

|       | Statistiques   |       |
| ----- | -------------- | ----- |
| 17/48 | Arrêts         | 15/47 |
| 35%   | % d'arrêts     | 32%   |
| 32/64 | Buts marqués   | 31/61 |
| 50%   | % réussite     | 51 %  |
| 4/4   | Jets de 7 m    | 2/2   |
| 2     | Cartons jaunes | 2     |
| 6     | Suspensions    | 5     |
| 0     | Cartons rouges | 0     |

| GB                            | 1  | Yohann Ploquin     | -                |                                        |
| GB                            | 16 | Thierry Omeyer     | 15/47 (0/4 pen.) |                                        |
| ARG/D                         | 2  | Jérôme Fernandez   | 0/3              | Carton jaune · Suspension              |
| DEF                           | 3  | Didier Dinart      |                  |                                        |
| ARD                           | 4  | Cédric Burdet      |                  |                                        |
| DC                            | 5  | Guillaume Gille    |                  |                                        |
| P                             | 6  | Bertrand Gille     | 4/6              | Carton jaune · Suspension · Suspension |
| ARG                           | 8  | Daniel Narcisse    | 8/17             |                                        |
| ALG                           | 11 | Olivier Girault    |                  |                                        |
| ARG                           | 13 | Nikola Karabatic   | 6/15             | Suspension                             |
| P                             | 14 | Christophe Kempé   |                  |                                        |
| ALD                           | 18 | Joël Abati         | 7/8 (2/2 pen.)   |                                        |
| ALD                           | 19 | Luc Abalo          | 3/9              | Suspension                             |
| ALG                           | 21 | Michaël Guigou 3/3 |                  |                                        |
| Sélectionneur : Claude Onesta |    |                    |                  |                                        |

| 1er février 2007 20h00 | Pologne          | 36 – 33 (ap)   | Danemark               | Color Line Arena, Hambourg Affluence : 12 500 Arbitrage : Bretó, Huelin |
| 1er février 2007 20h00 | Karol Bielecki 8 | (15–14, 26-26) | Boesen, Christiansen 7 | Color Line Arena, Hambourg Affluence : 12 500 Arbitrage : Bretó, Huelin |
| 1er février 2007 20h00 | Prol. : 4-4, 6-3 |                |                        | Color Line Arena, Hambourg Affluence : 12 500 Arbitrage : Bretó, Huelin |
| 1er février 2007 20h00 | ×3 ×5 ×1         | Rapport        | ×2 ×6                  | Color Line Arena, Hambourg Affluence : 12 500 Arbitrage : Bretó, Huelin |

### Match pour la3eplace
| 4 février 2007 14h00 | France             | 27 – 34           | Danemark            | Kölnarena, Cologne Affluence : 19 000 Arbitrage : Krstić, Ljubič |
| 4 février 2007 14h00 | Fernandez Guigou 6 | (15-21)           | Lars Christiansen 9 | Kölnarena, Cologne Affluence : 19 000 Arbitrage : Krstić, Ljubič |
| 4 février 2007 14h00 | ×3 ×2              | Officiel Handzone | ×3 ×4               | Kölnarena, Cologne Affluence : 19 000 Arbitrage : Krstić, Ljubič |

| GB                            | 1  | Yohann Ploquin   | 1/5             |                           |
| GB                            | 16 | Thierry Omeyer   | 8/38 (0/4 pen.) |                           |
| ARG/D                         | 2  | Jérôme Fernandez | 6/8             |                           |
| DEF                           | 3  | Didier Dinart    |                 | Carton jaune              |
| ARD                           | 4  | Cédric Burdet    |                 |                           |
| DC                            | 5  | Guillaume Gille  | 0/3             |                           |
| P                             | 6  | Bertrand Gille   | 2/3             |                           |
| ARG                           | 8  | Daniel Narcisse  | 5/9 (1/1 pen.)  |                           |
| ALG                           | 11 | Olivier Girault  | 0/1             |                           |
| DC                            | 13 | Nikola Karabatic | 5/11            | Carton jaune · Suspension |
| P                             | 14 | Christophe Kempé | 1/2             | Carton jaune              |
| ALD                           | 18 | Joël Abati       | 1/4             |                           |
| ALD                           | 19 | Luc Abalo        | 1/3             | Suspension                |
| ALG                           | 21 | Michaël Guigou   | 6/9 (3/3 pen.)  |                           |
| Sélectionneur : Claude Onesta |    |                  |                 |                           |

|       | Statistiques   |       |
| ----- | -------------- | ----- |
| 9/43  | Arrêts         | 15/42 |
| 21 %  | % d'arrêts     | 36 %  |
| 27/53 | Buts marqués   | 34/50 |
| 51 %  | % réussite     | 68 %  |
| 4/4   | Jets de 7 m    | 4/4   |
| 3     | Cartons jaunes | 3     |
| 2     | Suspensions    | 4     |
| 0     | Cartons rouges | 0     |

| GB                           | 1  | Kasper Hvidt            | 15/41 (0/3 pen.) |                                        |
| GB                           | 20 | Peter Henriksen         | 0/1 pen.)        |                                        |
| ARD                          | 5  | Per Leegaard (en)       | 5/6              |                                        |
| ARG                          | 6  | Lars T. Jørgensen       | 1/2              | Carton jaune · Suspension              |
| DC                           | 7  | Jesper Jensen           | 1/2              |                                        |
| ALG                          | 8  | Lars Rasmussen (en)     |                  |                                        |
| ALG                          | 9  | Lars Christiansen       | 9/11 (4/4 pen.)  |                                        |
| ARG                          | 10 | Lars Møller Madsen (en) | 3/3              |                                        |
| P                            | 14 | Michael V. Knudsen      | 4/5              | Carton jaune · Suspension · Suspension |
| ALD                          | 17 | Søren Stryger           | 3/3              |                                        |
| DC                           | 18 | Anders Oechsler (en)    | 2/5              |                                        |
| P                            | 19 | Jesper Nøddesbo         | 4/6              | Carton jaune · Suspension              |
| DC                           | 23 | Joachim Boldsen (en)    | 2/7              |                                        |
| ALD                          | 24 | Hans Lindberg           |                  |                                        |
| Sélectionneur : Ulrik Wilbek |    |                         |                  |                                        |

### Finale
| 4 février 2007 16h30 | Allemagne        | 29 – 24 | Pologne            | Kölnarena, Cologne Affluence : 19 000 Arbitrage : Gilles Bord et Olivier Buy |
| 4 février 2007 16h30 | Torsten Jansen 8 | (17–13) | Jurasik, Tkaczyk 5 | Kölnarena, Cologne Affluence : 19 000 Arbitrage : Gilles Bord et Olivier Buy |
| 4 février 2007 16h30 | ×2 ×1            | Rapport | ×3                 | Kölnarena, Cologne Affluence : 19 000 Arbitrage : Gilles Bord et Olivier Buy |

| GB                           | 1  | Henning Fritz       | 9/23 (0/2 pen.) |              |
| GB                           | 12 | Johannes Bitter     | 10/20           |              |
| ARG                          | 2  | Pascal Hens         | 6/11            |              |
| DEF                          | 4  | Oliver Roggisch     |                 | Carton jaune |
| ALG                          | 5  | Dominik Klein       |                 |              |
| ARG                          | 11 | holger Glandorf     | 2/6             |              |
| DC                           | 13 | Markus Baur         | 0/2 (0/1 pen.)  |              |
| ARD                          | 14 | Christian Zeitz     | 3/12            |              |
| ALG                          | 15 | Torsten Jansen      | 8/8 (1/1 pen.)  |              |
| P                            | 17 | Andrej Klimovets    | 1/1             |              |
| DC                           | 18 | Michael Kraus       | 4/6             |              |
| ALD                          | 19 | Florian Kehrmann    | 4/5             | Carton jaune |
| ARG                          | 21 | Lars Kaufmann       | 0/1             | Suspension   |
| P                            | 41 | Christian Schwarzer | 1/1             |              |
| Sélectionneur : Heiner Brand |    |                     |                 |              |

|       | Statistiques   |       |
| ----- | -------------- | ----- |
| 19/43 | Arrêts         | 12/41 |
| 44 %  | % d'arrêts     | 29 %  |
| 29/53 | Buts marqués   | 24/52 |
| 55 %  | % réussite     | 46 %  |
| 1/2   | Jets de 7 m    | 2/2   |
| 2     | Cartons jaunes | 3     |
| 1     | Suspensions    | 3     |
| 0     | Cartons rouges | 0     |

| GB                           | 1  | Sławomir Szmal     | 10/34 (1/2 pen.) |                           |
| GB                           | 16 | Adam Werner        | 2/7              |                           |
| ARD                          | 3  | Krzysztof Lijewski | 1/4              | Suspension                |
|                              | 5  | Mateusz Jachlewski | 1/1              |                           |
|                              | 6  | Grzegorz Tkaczyk   | 5/6              |                           |
| ARG                          | 8  | Karol Bielecki     | 3/12             | Carton jaune              |
|                              | 9  | Artur Siódmiak     | 1/1              |                           |
|                              | 11 | Damian Wleklak     | 1/3              | Suspension                |
|                              | 13 | Bartosz Jurecki    | 2/3              |                           |
|                              | 14 | Mariusz Jurasik    | 5/12             |                           |
| ARG                          | 15 | Michał Jurecki     | 1/1              | Carton jaune              |
|                              | 18 | Rafał Kuptel       | 1/1              | Carton jaune · Suspension |
|                              | 19 | Tomasz Tłuczyński  | 2/2 pen.)        |                           |
| ARD                          | 22 | Marcin Lijewski    | 1/6              |                           |
| Sélectionneur : Bogdan Wenta |    |                    |                  |                           |

### Matchs de classement

#### 5eà8eplace
|  | Demi finales de classement  | Demi finales de classement |                         |    | Matchs pour la 5e place  | Matchs pour la 5e place  |
|  | Demi finales de classement  | Demi finales de classement |                         |    | Matchs pour la 5e place  | Matchs pour la 5e place  |
|  |                             |                            |                         |    |                          |                          |
|  | 1er février 15h00, Cologne  | 1er février 15h00, Cologne |                         |    | 3 février 16h30, Cologne | 3 février 16h30, Cologne |
|  | 1er février 15h00, Cologne  | 1er février 15h00, Cologne |                         |    | 3 février 16h30, Cologne | 3 février 16h30, Cologne |
|  | Espagne                     | 27                         |                         |    | 3 février 16h30, Cologne | 3 février 16h30, Cologne |
|  | Espagne                     | 27                         |                         |    | 3 février 16h30, Cologne | 3 février 16h30, Cologne |
|  | Croatie                     | 35                         |                         |    | 3 février 16h30, Cologne | 3 février 16h30, Cologne |
|  | Croatie                     | 35                         | Croatie                 | 34 |                          |                          |
|  | 1er février 17h30, Hambourg |                            | Croatie                 | 34 |                          |                          |
|  |                             | Russie                     | 25                      |    |                          |                          |
|  | Russie                      | Russie                     | 25                      | 28 |                          |                          |
|  | Russie                      |                            |                         | 28 |                          |                          |
|  | Islande                     | 25                         |                         |    |                          |                          |
|  | Islande                     | 25                         | Matchs pour la 7e place |    |                          |                          |
|  |                             |                            |                         |    |                          |                          |
|  | 3 février 14h00, Cologne    |                            |                         |    |                          |                          |
|  |                             |                            |                         |    |                          |                          |
|  | Espagne                     | 40                         |                         |    |                          |                          |
|  | Espagne                     | 40                         |                         |    |                          |                          |
|  | Islande                     | 36                         |                         |    |                          |                          |
|  | Islande                     | 36                         |                         |    |                          |                          |

#### 9eà11eplace
| Match                   | Lieu     | Date                   | Sélection 1 | Score   | Sélection 2  |
| ----------------------- | -------- | ---------------------- | ----------- | ------- | ------------ |
| Match pour la 9e place  | Hambourg | 30 janvier 2007, 15h00 | Slovénie    | 33 – 34 | Hongrie      |
| Match pour la 11e place | Cologne  | 30 janvier 2007, 15h00 | Tunisie     | 25 – 21 | Rép. tchèque |

## Classement final
| Rang                      | Pays         | MJ | V | N | D | Bp  | Bc  | Diff |
| ------------------------- | ------------ | -- | - | - | - | --- | --- | ---- |
| Médaille d'or, monde      | Allemagne    | 10 | 9 | 0 | 1 | 304 | 260 | 44   |
| Médaille d'argent, monde  | Pologne      | 10 | 8 | 0 | 2 | 310 | 274 | 36   |
| Médaille de bronze, monde | Danemark     | 10 | 7 | 0 | 3 | 316 | 283 | 33   |
| 4e                        | France       | 10 | 6 | 0 | 4 | 300 | 243 | 57   |
|                           |              |    |   |   |   |     |     |      |
| 5e                        | Croatie      | 10 | 9 | 0 | 1 | 308 | 246 | 62   |
| 6e                        | Russie       | 10 | 4 | 1 | 5 | 283 | 280 | 3    |
| 7e                        | Espagne      | 10 | 6 | 0 | 4 | 318 | 290 | 28   |
| 8e                        | Islande      | 10 | 4 | 0 | 6 | 337 | 315 | 22   |
|                           |              |    |   |   |   |     |     |      |
| 9e                        | Hongrie      | 8  | 5 | 0 | 3 | 225 | 224 | 1    |
| 10e                       | Slovénie     | 8  | 3 | 0 | 5 | 241 | 243 | -2   |
| 11e                       | Tunisie      | 8  | 3 | 0 | 5 | 237 | 237 | 0    |
| 12e                       | Rép. tchèque | 8  | 2 | 0 | 6 | 227 | 235 | -8   |
|                           |              |    |   |   |   |     |     |      |
| 13e                       | Norvège      | 6  | 4 | 0 | 2 | 181 | 137 | 44   |
| 14e                       | Ukraine      | 6  | 4 | 0 | 2 | 168 | 156 | 12   |
| 15e                       | Corée du Sud | 6  | 3 | 1 | 2 | 193 | 187 | 6    |
| 16e                       | Argentine    | 6  | 2 | 0 | 4 | 138 | 167 | -29  |
| 17e                       | Égypte       | 6  | 2 | 0 | 4 | 168 | 173 | -5   |
| 18e                       | Koweït       | 6  | 1 | 0 | 5 | 155 | 181 | -26  |
| 19e                       | Brésil       | 6  | 3 | 0 | 3 | 164 | 162 | 2    |
| 20e                       | Maroc        | 6  | 2 | 0 | 4 | 165 | 193 | -28  |
| 21e                       | Angola       | 6  | 2 | 0 | 4 | 154 | 201 | -47  |
| 22e                       | Groenland    | 6  | 1 | 0 | 5 | 160 | 197 | -37  |
| 23e                       | Qatar        | 6  | 1 | 0 | 5 | 155 | 212 | -57  |
| 24e                       | Australie    | 6  | 0 | 0 | 6 | 118 | 229 | -111 |

|                                   | Allemagne                          |
|                                   | Médaille d'or, Coupe du Monde      |
| Pologne                           |                                    |
| Médaille d'argent, Coupe du Monde | Danemark                           |
| Médaille d'argent, Coupe du Monde | Médaille de bronze, Coupe du Monde |

L'Allemagne est ainsi qualifiée pour les Jeux olympiques. Les équipes classées de la 2e (Pologne) à la 7e place (Espagne) obtienne une place pour l'un des tournois de qualification olympique. Le Danemark, troisième, ayant ensuite obtenu une qualification directe grâce à sa victoire au Championnat d'Europe 2008, l'Islande, 8e, récupère la dernière place pour un tournoi de qualification olympique.

## Statistiques et récompenses

### Équipe-type
| Fritz Kokcharov Knudsen Jurasik Karabatic Kraus M. Lijewski Meilleur joueur : Balić Meilleur buteur : Sigurðsson (66 buts)               |
| Équipe-type du championnat du monde masculin 2007                                                                                        |
| · Fritz · Kokcharov · Knudsen · Jurasik · Karabatic · Kraus · M. Lijewski Meilleur joueur : Balić Meilleur buteur : Sigurðsson (66 buts) |

L'équipe-type du championnat du monde masculin 2007 est  :
- Meilleur joueur : Ivano Balić,  Croatie[3]
- Gardien de but : Henning Fritz,  Allemagne
- Ailier gauche : Édouard Kokcharov,  Russie
- Arrière gauche: Nikola Karabatic,  France
- Demi-centre : Michael Kraus,  Allemagne
- Pivot : Michael V. Knudsen,  Danemark
- Arrière droit : Marcin Lijewski,  Pologne
- Ailier droit : Mariusz Jurasik,  Pologne

### Statistiques collectives
- Meilleure attaque :  Islande 337 buts
- Meilleure défense :  France 243 buts en 10 matchs

### Statistiques individuelles
| Rang | Joueur                   | Sélection    | Buts | Tirs | %      | MJ | Moy |
| ---- | ------------------------ | ------------ | ---- | ---- | ------ | -- | --- |
| 1    | Guðjón Valur Sigurðsson  | Islande      | 66   | 93   | 71,0 % | 10 | 6,6 |
| 2    | Filip Jícha              | Rép. tchèque | 57   | 100  | 57,0 % | 8  | 7,1 |
| 3    | Karol Bielecki           | Pologne      | 56   | 103  | 54,4 % | 10 | 5,6 |
| 4    | Édouard Kokcharov        | Russie       | 55   | 77   | 71,4 % | 9  | 6,1 |
| 5    | Ivano Balić              | Croatie      | 53   | 82   | 64,6 % | 10 | 5,3 |
| 5    | Snorri Steinn Guðjónsson | Islande      | 53   | 89   | 59,6 % | 10 | 5,3 |
| 5    | Ólafur Stefánsson        | Islande      | 53   | 92   | 57,6 % | 10 | 5,3 |
| 8    | Nikola Karabatic         | France       | 50   | 86   | 58,1 % | 10 | 5,0 |
| 9    | Angutimmarik Kreutzman   | Groenland    | 49   | 93   | 52,7 % | 6  | 8,2 |
| 10   | Cho Chi-hyo              | Corée du Sud | 48   | 67   | 72 %   | 6  | 8,0 |
| 10   | Alexander Petersson      | Islande      | 48   | 74   | 65 %   | 10 | 4,8 |
| 10   | Logi Geirsson            | Islande      | 48   | 92   | 52 %   | 10 | 4,8 |

| Rang | Joueur             | Sélection | %      | Arrêts | Tirs | MJ | Moy. |
| ---- | ------------------ | --------- | ------ | ------ | ---- | -- | ---- |
| 1    | Ole Erevik         | Norvège   | 50,8 % | 30     | 59   | 5  | 6,0  |
| 2    | Lars Olav Olaussen | Norvège   | 45,1 % | 23     | 51   | 2  | 11,5 |
| 3    | Maik dos Santos    | Brésil    | 39,9 % | 65     | 163  | 6  | 10,8 |
| 4    | Dragan Jerković    | Croatie   | 38,8 % | 81     | 209  | 9  | 9,0  |
| 5    | Nenad Puljezević   | Hongrie   | 38,8 % | 57     | 147  | 6  | 9,5  |
| 6    | Johannes Bitter    | Allemagne | 37,5 % | 42     | 112  | 10 | 4,2  |
| 7    | Kasper Hvidt       | Danemark  | 37,1 % | 125    | 337  | 10 | 12,5 |
| 7    | Mirko Alilović     | Croatie   | 37,1 % | 52     | 140  | 8  | 6,5  |
| 9    | Vadym Brazhnyk     | Ukraine   | 37,0 % | 20     | 54   | 3  | 6,7  |
| 9    | Steinar Ege        | Norvège   | 37,0 % | 47     | 127  | 5  | 9,4  |

| Rang | Joueur                  | Sélection    | Total | Buts | Passes | MJ |
| ---- | ----------------------- | ------------ | ----- | ---- | ------ | -- |
| 1    | Ólafur Stefánsson       | Islande      | 106   | 53   | 53     | 10 |
| 2    | Ivano Balić             | Croatie      | 97    | 53   | 44     | 10 |
| 3    | Filip Jícha             | Rép. tchèque | 84    | 57   | 27     | 8  |
| 4    | Logi Geirsson           | Islande      | 81    | 48   | 33     | 10 |
| 5    | Guðjón Valur Sigurðsson | Islande      | 79    | 66   | 13     | 10 |
| 6    | Nikola Karabatic        | France       | 74    | 50   | 24     | 10 |
| 7    | Konstantine Igropoulo   | Russie       | 71    | 43   | 28     | 10 |
| 8    | Petar Metličić          | Croatie      | 69    | 34   | 35     | 10 |
| 9    | Alberto Entrerríos      | Espagne      | 68    | 38   | 30     | 9  |
| 10   | Karol Bielecki          | Pologne      | 67    | 56   | 11     | 10 |

## Effectif des équipes sur le podium

### Champion du monde:Allemagne
L'effectif de l'Allemagne, championne du monde, est
- Henning Fritz
- Johannes Bitter
- Carsten Lichtlein
- Oliver Roggisch
- Dominik Klein
- Holger Glandorf
- Pascal Hens
- Markus Baur
- Christian Zeitz
- Torsten Jansen
- Andrej Klimovets
- Michael Kraus
- Florian Kehrmann
- Lars Kaufmann
- Christian Schwarzer
- Sebastian Preiß
- Michael Haaß

Entraineur : Heiner Brand

### Vice-champion du monde:Pologne

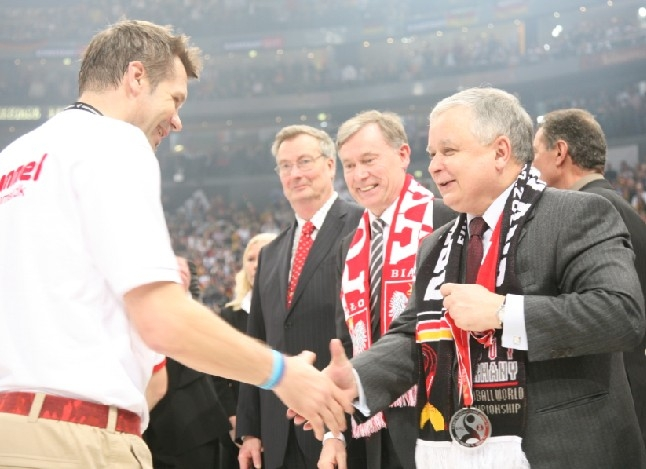
Le président polonais Lech Kaczyński distribuant la médaille au sélectionneur polonais Bogdan Wenta.

L'effectif de la Pologne, vice-championne du monde, est
- Sławomir Szmal
- Zbigniew Kwiatkowski
- Krzysztof Lijewski
- Patryk Kuchczyński
- Mateusz Jachlewski
- Grzegorz Tkaczyk
- Karol Bielecki
- Artur Siódmiak
- Damian Wleklak
- Bartosz Jurecki
- Mariusz Jurasik
- Michał Jurecki
- Adam Weiner
- Rafał Kuptel
- Tomasz Tłuczyński
- Marcin Lijewski

Entraineur : Bogdan Wenta

### Troisième place:Danemark
L'effectif du Danemark, médaille de bronze, est
- Kasper Hvidt
- Claus Møller Jakobsen
- Lasse Boesen
- Per Leegaard
- Lars Jørgensen
- Jesper Jensen
- Lars Rasmussen
- Lars Christiansen
- Lars Møller Madsen
- Bo Spellerberg
- Michael V. Knudsen
- Joachim Boldsen
- Søren Stryger
- Anders Oechsler
- Jesper Nøddesbo
- Peter Henriksen
- Kasper Søndergaard
- Hans Lindberg

Entraineur : Ulrik Wilbek

## Controverses sur l'épreuve
Un débat polémique a eu lieu après la demi-finale Allemagne - France autour de son arbitrage. En effet, les deux arbitres nommés pour cette demi-finale avaient déjà arbitré les matchs de l'équipe d'Allemagne quatre fois de suite, et à chaque fois les équipes se sont plaintes, en particulier l'Espagne après le quart de finale. Le gardien de la sélection espagnole, David Barrufet, déclara : « C'est le plus grand vol que j'ai jamais vécu dans ma carrière. J'ai la certitude que (le résultat de) cette partie a été décidé pour des raisons extra-sportives ».
L'IHF a quand même nommé ces arbitres pour les rencontres suivantes. Selon les Français, la raison officieuse du dernier but refusé aux Français serait que l'Allemagne devait aller en finale, vu les bénéfices que cela apporte à la fédération allemande et donc aussi à l'IHF. Ainsi Claude Onesta, le sélectionneur français, déclara à l'issue de la rencontre : « Un sentiment d'injustice est présent mais nous restons fiers. On a fait un match héroïque. Ce Mondial est fait pour les Allemands et la pression des instances internationales a certainement joué. Nous savions qu'il fallait 3-4 buts d'avance pour gagner d'un but. »,.
Des critiques ont également été faites sur le traitement inéquitable entre l'équipe hôte et les équipes invitées : alors que la première était toujours extrêmement proche des salles de compétition, les autres avaient jusqu'à deux heures de bus pour s'y rendre. L'ensemble de l'organisation manquant de fair-play, certains joueurs allemands sont allés présenter leurs excuses à leurs partenaires de club étrangers.